# ハシリグモ
ハシリグモ （走蜘蛛、Dolomedes） は、大柄な徘徊性のクモである。素早く走ることができ、また水辺に生活し、水面や水中で活動できるものも多い。

## 概説
ハシリグモ属はキシダグモ科の中で、大柄で活動的な、時に美しい種を含む。徘徊性で網を張らずに獲物を捕らえる。この属以外にもこの名を持つ例はあるが、この項ではこの属について記す。
水辺に生活する種が多く、それらは水面にアメンボのように浮かび、また素早く水面を走り、時に水中に潜り、水底に掴まって1時間の潜水を行うものまである。それらは水中の小動物、時に小さな魚を獲物にすることがあり、英名の Fishing spider（魚釣りグモ）はこれによる。ただし水辺以外の生息地に生活する種も多い。

## 特徴
中型から大型のクモで、頑丈な歩脚を持つ。
前中眼が前側眼より大きく、前中眼と後中眼で作られる四角形（中眼域）は縦長。顎の後列の歯が4つある。歩脚はどれもほぼ同じ長さで、第四脚は第一脚より少しだけ長い。

## 習性
徘徊性のクモであり、一般には待ち伏せしているところを見ることが多い。ただし一部では幼生が棚網を張ることが知られる。陸上では草の上に出てじっとしている。危険を感じると草間に逃げ込む。樹木の幹に下向きに止まって待機するものもいる。
水辺のものは水辺の石の上に静止するものもある。そのようなものは、危険が迫ると水面に逃れ、素早く走って、時に水中に逃れる。中には１時間にもわたって水中に潜り続けられる種もある。更に、暑い日に体温低下を求めて水中に入る種もある。
水辺に生息するものの場合、水中の獲物を求め、浮き草などの上に身体を固定し、第一脚を水面に触れさせる待機姿勢をとるものがある。これは獲物が水面を揺らす震動を受け止めるためのもので、クモはその獲物を水中から引っ張り上げるようにして捕らえることが出来る。多くの場合、獲物は水生昆虫であるが、オタマジャクシや小型魚類を獲物にすることも知られる。なお、このような種はミズグモと間違われる場合がある。
配偶行動は比較的単純で、キシダグモ科に見られる求愛給餌は行わないようだ。雌は卵嚢を口器につけて持ち運び、この間は雌親は餌を採らない。孵化の直前には網のような構造をつくってそこに卵嚢を下げ、子グモが出てきてその網でまどいを作り、それから分散するまで雌グモはその傍に待機する。

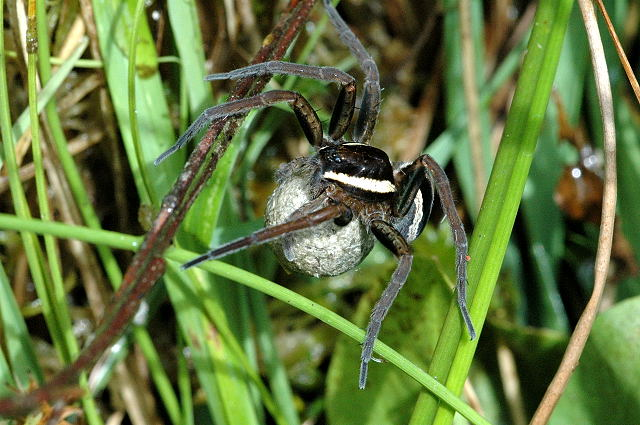
D. fimbriatus 卵嚢を抱える雌
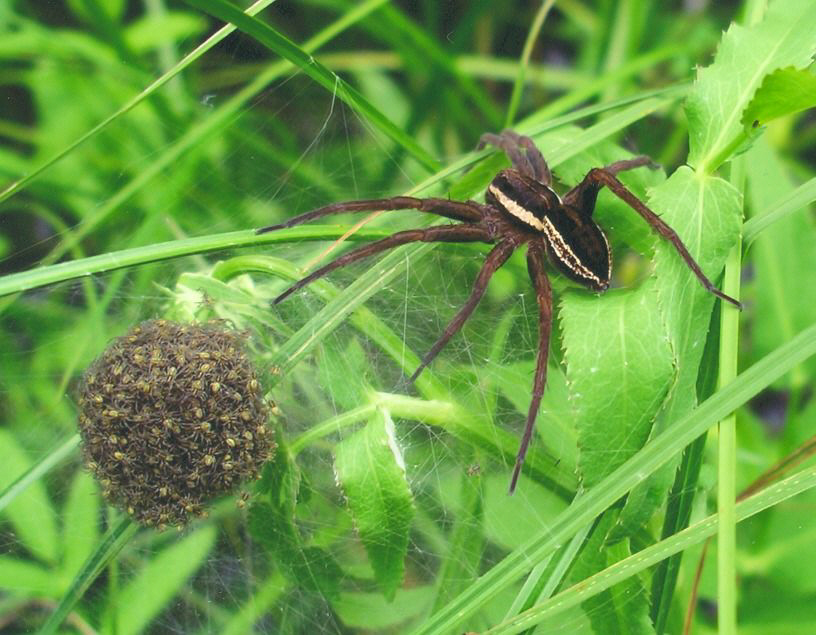
同：子グモのまどいと雌親
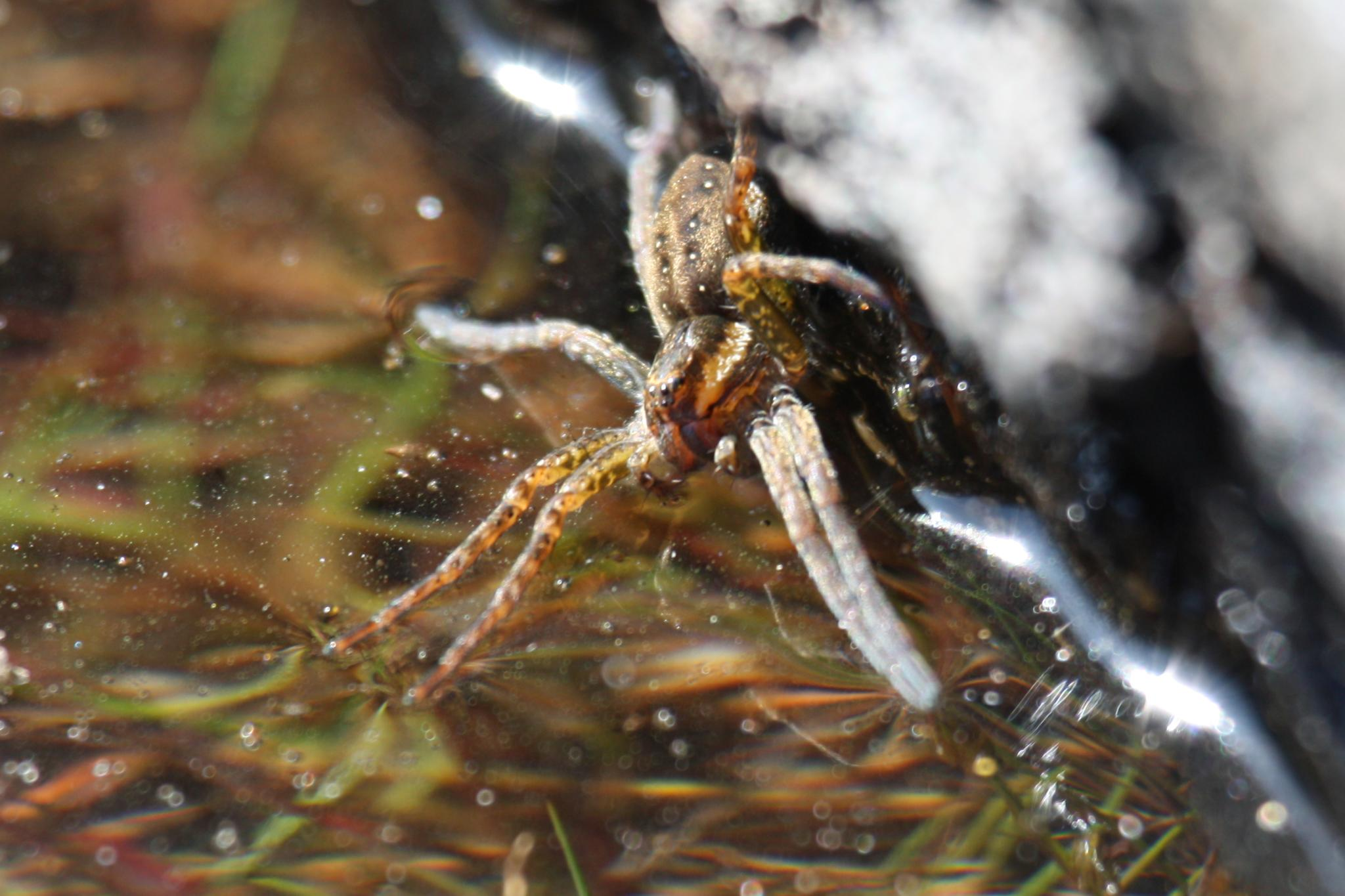
同・水面で獲物を待つ。

## 分類
世界に広く分布し、約100種が知られる。
日本では11種が知られる。本土において最も普通なのはイオウイロハシリグモで、全身が褐色のものと、両側に白い縦斑があるものがあり、かつてはこの類の分類に大きな混乱を生じた。それについては該当項を参照のこと。これにそっくりなものにスジボソハシリグモやババハシリグモがある。これらは水辺から草地、林縁まで生息域が広い。類似した斑紋を持つスジブトハシリグモは平地の水辺に多く、スジアカハシリグモは森林の谷間に多い。アオグロハシリグモは深緑系の斑模様があり、渓流から川の水辺に生息する。南西諸島ではこれらと類似する別の種が生息する。
以下、日本産の種を挙げておく。それ以外のものについてはキシダグモ科の属種の一覧を参照のこと。
- Dolomedes：ハシリグモ属
  - D. japonicus ：キクメハシリグモ
  - D. raptor ：アオグロハシリグモ
  - D. yawatai ：イシガキアオグロハシリグモ
  - D. orion ：オオハシリグモ
  - D. fontus ：ババハシリグモ
  - D. angustivirgatus ：スジボソハシリグモ
  - D. sulfureus ：イオウイロハシリグモ
  - D. silvicola ：スジアカハシリグモ
  - D. saganus ：スジブトハシリグモ
  - D. horishanus ：ヘリジロハシリグモ
  - D. zatsun ：ササキハシリグモ